# Pleurodira
Sous-ordre
Les pleurodires (Pleurodira) est un sous-ordre de tortues de l'hémisphère sud qui s'identifient par leur manière de tourner leur cou pour rentrer la tête dans leur carapace et de la relation entre le bassin et la carapace.
Ces tortues doivent plier leur cou sur le côté, formant un S horizontal, plutôt que de le replier dans le plan vertical dans leur carapace, directement sous la colonne vertébrale comme le font les représentants de l'autre sous-ordre des Testudines, les cryptodires. Le fonctionnement des mâchoires différencie également les deux sous-ordres.

## Répartition
Parmi les familles vivantes on trouve les Chelidae en Amérique du Sud, Australie et Nouvelle-Guinée. Les espèces de la super-famille des Pelomedusoidea se rencontrent sur le continent Africain et en Amérique du Nord. Cette répartition, et celle des fossiles de ce sous-ordre s'explique par la dérive des continents.

## Systématique
Les Cryptodires ont évolué principalement vers la fin du Jurassique, et ont presque totalement remplacé les Pleurodires dans les lacs et les fleuves.
La classification présentée ici est celle de Maylan & Ganko (1997) et Lapparent de Broin (2000).
```
--o 
Casichelydia

  |--o 
Cryptodira
 Dumeril & Bibron, 1835
  `--o 
Pleurodira
 
     `--o ...
        |--o 
Chelidae

        |  |--o 
Chelodininae

        |  `--o
        |     |--o 
Hydromedusinae

        |     `--o 
Chelidinae

        `--o 
Pelomedusoides
 Cope, 1868
           |--o †
Araripemydidae
 Price, 1973
           `--o 
Pelomedusoidea
 Cope, 1868
              |--o 
Eusarkiidae

              |--o 
Pelomedusidae

              `--o 
Podocnemoidea
 Cope, 1868
                 |--o †
Bothremydidae
 Baur, 1891
                 `--o 
Podocnemididae
 Cope, 1868
                    |--o
Podocnemis

                    `--o 
Erymnochelyinae
```

## Liste des familles et genres
Selon TFTSG (30 juin 2011) :
- famille Chelidae Gray, 1825
  - genre Acanthochelys Gray, 1873
  - genre Chelodina Fitzinger, 1826
  - genre Chelus Duméril, 1806
  - genre Elseya Gray, 1867
  - genre Elusor Cann & Legler, 1994
  - genre Emydura Bonaparte, 1836
  - genre Hydromedusa Wagler, 1830
  - genre Mesoclemmys Gray, 1873
  - genre Myuchelys Thomson & Georges, 2009
  - genre Phrynops Wagler, 1830
  - genre Platemys Wagler, 1830
  - genre Pseudemydura Siebenrock, 1901
  - genre Rheodytes Legler & Cann, 1980
  - genre Rhinemys Wagler, 1830
- famille Pelomedusidae Cope, 1868
  - genre Pelomedusa Wagler, 1830
  - genre Pelusios Wagler, 1830
- famille Podocnemididae Cope, 1868
  - genre Erymnochelys Baur, 1888
  - genre Peltocephalus Duméril & Bibron, 1835
  - genre Podocnemis Wagler, 1830

## Publication originale
- Cope, 1864 : On the limits and relations of the Raniformes. Proceedings of the Academy of Natural Sciences of Philadelphia, vol. 16, p. 181–183 (texte intégral).